# Argonemertes stocki
Argonemertes stocki is een snoerwormensoort uit de familie van de Acteonemertidae. De wetenschappelijke naam van de soort is voor het eerst geldig gepubliceerd in 1975 door Moore.